# 人類紀元
| 西暦2025年  |
| ----------- |
| 人類12025年 |

人類紀元（じんるいきげん、英語：Human Era）は、紀年法のひとつ。HEと略される。1993年に地質学者のチェザーレ・エミリアーニ (en) によって提唱された
。
西暦紀元にちょうど10000を加えた数値によって表される。

## 動機
西暦紀元には以下の問題点があることが指摘されている。
- 西暦紀元は基点となる年をイエス・キリストの出生年に置いているとされていたが、現在の研究により、その年は出生年ではないとされている。
- イエス・キリストの出生年は、完新世の始まりに比べて自然科学的な意義が薄い。
- 紀元前は数値が大きくなるほど古くなり、また西暦紀元0年が存在しないため紀元前後にまたがる年代の比較や計算がしにくい。しかも、紀元前後にまたがる出来事は決して少なくない。

これらの問題を解決するため、人類紀元はその基点を紀元前10000年に置いている。この年は完新世の始まりに近く、人間の文明の始まりにも近い。したがって歴史上に記録された年はすべて正の数となり、年代の比較や計算が容易である。また現在4桁の西暦紀元の冒頭に1を加えて5桁にするだけでよいため、西暦紀元から人類紀元への年数換算も容易である。

## 年数換算
西暦紀元から人類紀元への換算は、紀元後は紀元年数に10000を加算し、紀元前は10001から紀元前年数を減算するだけでよい。人類紀元には0年が存在し、それ以前は人類紀元前 (BHE) で表される。
| 西暦紀元 | 人類紀元  | ISO 8601 |
| -------- | --------- | -------- |
| 30001 BC | 20000 BHE | -30000   |
| 10001 BC | 0 HE      | -10000   |
| 10000 BC | 1 HE      | -9999    |
| 2 BC     | 9999 HE   | -0001    |
| 1 BC     | 10000 HE  | +0000    |
| AD 1     | 10001 HE  | +0001    |
| AD 2     | 10002 HE  | +0002    |
| AD 2025  | 12025 HE  | +2025    |
| AD 10000 | 20000 HE  | +10000   |